# ميلينكو باجيتش
ميلينكو باجيتش هو لاعب كرة قدم بوسني في مركز الدفاع، ولد في 20 أغسطس 1944 في بوسانسكو غراهوفو في البوسنة والهرسك، وتوفي في 25 أبريل 2009 في سراييفو في البوسنة والهرسك. شارك مع منتخب يوغوسلافيا لكرة القدم. أما مع النوادي، فقد لعب مع نادي ساراييفو ونادي سيون.